# Junior férfi kézilabda-Európa-bajnokság
A junior férfi kézilabda Európa-bajnokság az EHF szervezésében, minden páros évben, kétévente megrendezésre kerülő európai férfi kézilabdatorna, 20 év alatti játékosok számára.

## Érmesek
| Év   |               |                  |               | Rendező város | Rendező ország |
| ---- | ------------- | ---------------- | ------------- | ------------- | -------------- |
| 1996 | Dánia         | Spanyolország    | Oroszország   | Nagyvárad     | Románia        |
| 1998 | Dánia         | Jugoszlávia      | Magyarország  | Innsbruck     | Ausztria       |
| 2000 | Jugoszlávia   | Fehéroroszország | Spanyolország | Athén         | Görögország    |
| 2002 | Lengyelország | Szlovénia        | Jugoszlávia   | Gdańsk        | Lengyelország  |
| 2004 | Németország   | Dánia            | Szlovénia     | Riga          | Lettország     |
| 2006 | Németország   | Svédország       | Dánia         |               | Ausztria       |
| 2008 | Dánia         | Németország      | Franciaország |               | Románia        |
| 2010 | Dánia         | Portugália       | Szlovénia     |               | Szlovákia      |
| 2012 | Spanyolország | Horvátország     | Szlovénia     | Ankara        | Törökország    |
| 2014 | Németország   | Svédország       | Spanyolország | Linz          | Ausztria       |
| 2016 | Spanyolország | Németország      | Franciaország |               | Dánia          |
| 2018 | Szlovénia     | Franciaország    | Németország   | Celje         | Szlovénia      |
| 2020 | Elmaradt      | Elmaradt         | Elmaradt      | Poreč         | Horvátország   |
| 2022 | Spanyolország | Portugália       | Szerbia       | Porto         | Portugália     |
| 2024 | Spanyolország | Portugália       | Dánia         | Celje         | Szlovénia      |